# GPR171
GPR171 (англ. G protein-coupled receptor 171) – білок, який кодується однойменним геном, розташованим у людей на короткому плечі 3-ї хромосоми.  Довжина поліпептидного ланцюга білка становить 319 амінокислот, а молекулярна маса — 36 754.
| 10         |  | 20         |  | 30         |  | 40         |  | 50         |
| ---------- |  | ---------- |  | ---------- |  | ---------- |  | ---------- |
| MTNSSFFCPV |  | YKDLEPFTYF |  | FYLVFLVGII |  | GSCFATWAFI |  | QKNTNHRCVS |
| IYLINLLTAD |  | FLLTLALPVK |  | IVVDLGVAPW |  | KLKIFHCQVT |  | ACLIYINMYL |
| SIIFLAFVSI |  | DRCLQLTHSC |  | KIYRIQEPGF |  | AKMISTVVWL |  | MVLLIMVPNM |
| MIPIKDIKEK |  | SNVGCMEFKK |  | EFGRNWHLLT |  | NFICVAIFLN |  | FSAIILISNC |
| LVIRQLYRNK |  | DNENYPNVKK |  | ALINILLVTT |  | GYIICFVPYH |  | IVRIPYTLSQ |
| TEVITDCSTR |  | ISLFKAKEAT |  | LLLAVSNLCF |  | DPILYYHLSK |  | AFRSKVTETF |
| ASPKETKAQK |  | EKLRCENNA  |  |            |  |            |  |            |

A: Аланін

C: Цистеїн

D: Аспарагінова кислота

E: Глутамінова кислота

F: Фенілаланін

G: Гліцин

H: Гістидин

I: Ізолейцин

K: Лізин

L: Лейцин

M: Метіонін

N: Аспарагін

P: Пролін

Q: Глутамін

R: Аргінін

S: Серин

T: Треонін

V: Валін

W: Триптофан

Кодований геном білок за функціями належить до рецепторів, g-білокспряжених рецепторів, білків внутрішньоклітинного сигналінгу. 
Задіяний у такому біологічному процесі як поліморфізм. 
Локалізований у клітинній мембрані, мембрані.